# NGC 6158
NGC 6158 (другие обозначения — MCG 7-34-41, ZWG 224.31, PGC 58198) — галактика в созвездии Геркулес.
Этот объект входит в число перечисленных в оригинальной редакции «Нового общего каталога».